# Deudorix enipeus
Deudorix enipeus är en fjärilsart som beskrevs av Otto Staudinger 1888. Deudorix enipeus ingår i släktet Deudorix och familjen juvelvingar. Inga underarter finns listade i Catalogue of Life.